# Vadtorp
Vadtorp är en ort och en kursgård belägen mellan Stugsund och Sandarne i Söderhamns kommun i Hälsingland. Mellan 1936 och 1978 fungerade Vadtorp som ett vilohem för utarbetade husmödrar. Under några veckor på sommaren så fick husmödrar från hela Gävleborgs län vila upp sig på Vadtorp. Anläggningen förestods 1936–1972 av Inez Wickström.
Efter att verksamheten lades ned 1978 stod Vadtorp oanvänt under några år för att 1982 säljas till Socialdemokratiska ungdomsförbundet som 1985 återinvigde Vadtorp. Fram tills 2016 användes Vadtorp för kursverksamhet samt uthyrning för föreningar, företag och privatpersoner. 
Sedan 2016 ägs och förvaltas Vadtorp av den ideella föreningen Vadtorps vänner som hyr ut kursgården som numera består av tre stycken separata byggnader och en bastu precis där Söderhamnsfjärden möter havet.